# Matt Mullins
Matt Mullins (nascido em Naperville, Illinois, no dia 10 de novembro de 1980) é um ator, dublador, dublê e artista marcial estadunidense. Foi cinco vezes campeão mundial de artes marciais e, atualmente, é o líder do Sideswipe, um grupo de dublês e lutadores que percorrem o mundo realizando suas combinações de movimentos de artes marciais, aerodinâmica, e ginástica. 

## Biografia
Matthew "Matt" Mullins nasceu no dia 10 de novembro de 1980 em Naperville, Illinois. Ele foi cinco vezes campeão mundial de artes marciais, além de ser ator. Em 1997, com 16 anos, conquistou seu primeiro título: o WKA em Dublin, na Irlanda. Este seria o primeiro de cinco campeonatos nos próximos três anos em sua carreira.
Ainda chegou a ser destaque do Discovery Channel na mini-série Extreme Martial Arts, ao lado de Mike Chat. Em 2006, Matt Mullins alcançou o 4º grau da faixa preta no estilo Shorei-Ryu e estuda artes marciais com o instrutor John Sharkey no Karate Studio Sharkey, em Naperville, Illinois. Quando ainda não tinha alcançado a faixa preta, ele conheceu Mike Chaturantabut e juntos eles criaram um estilo de artes marciais que mais tarde ficou conhecido como Xtreme Martial Arts (XMA). A crescente popularidade do seu estilo levou o Discovery Channel a produzir um documentário chamado XMA: Extreme Martial Arts. Neste documentário, os produtores retrataram o estilo XMA com tecnologia moderna, tal como a tecnologia de captura de movimento em 3-D, para mostrar como um artista marcial pode usar seu corpo. Também retrataram a tentativa de Matt Mullins em voltar ao mundo da competição de caratê como esporte.
Matt também realiza seminários e acampamentos de artes marciais. Os mais predominantes são os acampamentos de karatê de inverno e verão de Sharkey em Illinois. Ele também ensina uma classe de XMA na Califórnia.
Matt Mullins é também o líder do Sideswipe, uma equipe de dublês que baseia-se nas artes marciais e que viaja pelo país fazendo apresentações de suas combinações de movimentos das próprias artes marciais, aerodinâmica, e ginástica. Sideswipe tem aparecido em séries como The Jerry Lewis Telethon, The Wayne Brady Show, e The Ellen DeGeneres Show, bem como eventos esportivos, shows de ação ao vivo e torneios de caratê. Desde o começo da sua carreira de ator, Matt já apareceu em comerciais americanos da Motorola, AOL, Applebee's, Nike, Pepsi, e também atuou em vários filmes de ação e de artes marciais, incluindo Kung Fu Love Triangle, Bloodfist 2050 e As Aventuras de Johnny Tao. Ele atuou também como o personagem Len/Cavaleiro Alado na série de televisão Kamen Rider: O Cavaleiro Dragão.
Recentemente, ele foi o repórter do TV LX 1st Look, um programa de televisão que apresentou o DJ Hapa, bem como a arte marcial Shinkendo. Ele estrelou como Johnny Cage no curta-metragem dirigido por Kevin Tancharoen, Mortal Kombat: Rebirth. Ele reprisou o papel para a série do YouTube na primeira temporada de Mortal Kombat: Legacy.  Ele também foi concorrente em uma competição de artes marciais da MTV, intitulado Final Fu.

## Filmografia

### Como ator

#### Séries
- Agents of S.H.I.E.L.D. (2014) – Soldado Centípede no episódio "The Magical Place"
- Métal Hurlant Chronicles (2012) – Julian no episódio "King's Crown"
- Kickin' It (2012) – Trent Darby no episódio "It Takes Two To Tangle"
- Team Unicorn (2011) – Homem da Praia no episódio "Alien Beach Crashers"
- Mortal Kombat: Legacy (2011) – Johnny Cage
- Misadventures in Matchmaking (2009) – Cobin no episódio "The Love Portal"
- Kamen Rider: Dragon Knight (2008–2009) – Len (Cavaleiro Alado)

#### Filmes
- White Tiger (2015) – Michael Turner
- Divergent (2014) – Lutador no ringue
- Resident Evil: Vengeance (2013) – Chris Redfield
- The Wrath of Vajra (2013) – K-23/Bill
- Alpha Must Die (2012) – Blue
- Mortal Kombat: Rebirth (2010) – Johnny Cage
- Freshmyn (2010) – Zach Markey
- Blood and Bone (2009) – Price
- Adventures of Johnny Tao (2007) – Eddie
- Adventures of Johnny Tao: A Kung Fu Fable (2006) – Eddie
- Bloodfist 2050 (2005) – Alex Danko
- Wentworth (2005) – Garçom

#### Videogames
- Tron: Evolution (2010) – Vários personagens (Captura de movimentos)
- Uncharted: Drake's Fortune (2007) – Nathan Drake (Captura de movimentos)
- The Lord of the Rings: The Battle for Middle Earth (2004) – Voz
- Tao Feng: Fist of the Lotus (2003) – Voz
- Area 51 (1996) – Voz

### Como diretor
- The Johnnies – 5 Episódios

### Como produtor
- Resident Evil: Vengeance (2013)
- The Johnnies – 5 Episódios

### Como performer
- America's Got Talent (2007) – Apresentação com Sideswipe

### Trabalhos de dublê
- Masterless (2015) – como coordenador de dublês
- Agents of S.H.I.E.L.D. (2014) – como coordenador de luta
- Severed (2009) – como coreógrafo de lutas
- No Rules (2005) – como lutador da irmandade
- Ted Bundy (2002) – como dublê de Michael Reilly Burke